# Berger Books
Berger Books è un marchio editoriale di fumetti della casa editrice statunitense Dark Horse Comics fondato nel 2017 da Karen Berger, cofondatrice della Vertigo (1993), della quale è rimasta redattrice fino al 2013. 
Le pubblicazioni di Berger Books sono una selezione di opere creator owned di autori che propongono tematiche e formule innovative all'interno dei generi horror, fantasy, fantascienza, noir, dramma storico e altri, affrontando tematiche e vicissitudini sia personali sia sociali collegabili ai tempi presenti, anche se non necessariamente inserite in contesti contemporanei.
Il debutto è avvenuto il 31 gennaio 2018 con la miniserie in 4 parti Kitchen Knightmares!: Hungry Ghosts (titolo provvisorio), scritta dallo chef e autore di bestseller Anthony Bourdain, coadiuvato dal supporto della scrittrice Joel Rose. Il titolo definitivo è divenuto poi Anthony Bourdain's Hungry Ghosts. Ogni albo presenta diversi racconti horror a tema culinario, ognuno realizzato da un diverso disegnatore.

## Storia editoriale
Mike Richardson, presidente/co-fondatore della Dark Horse Comics, ha da sempre cercato di diversificare le proposte della sua casa editrice, già leader (insieme a IDW Publishing) dei fumetti pubblicati su licenza e da sempre interessata a proporre opere creator-owned che sappiano proporre materiale alternativo. In quest'ottica negli anni novanta era nato l'imprint Legend, celebre per aver lanciato Hellboy di Mike Mignola, Sin City di Frank Miller e diverse altre opere seminali per quel decennio. A partire dal 2012 la Dark Horse si trova in una seconda fase di espansione e, in un mercato indipendente sempre più competitivo, vi è la necessità di proporre novità di qualità e distinguibili da quanto offerto dai concorrenti. Karen Berger allontanatasi dalla DC Comics nel 2013 (e dopo un brevissimo periodo alla Image Comics), viene scelta per la sua esperienza a capacità di individuare autori in grado di proporre storie innovative e indirizzate ad un pubblico adulto. D'altra parte la Vertigo (co-creata alla DC nel 1993 dalla stessa Berger) ha avuto lo scopo di proporre fumetti che mettessero al centro gli autori e le idee prima che i personaggi o l'aspetto visivo fine a sé stesso (tendenza dilagante tra la fine degli anni ottanta e i primi anni novanta). Inoltre la Vertigo si poneva come netta alternativa ai fumetti mainstream, in gran parte di genere supereroistico. L'ex-editor e direttore creativo della DC ha un'esperienza decennale, che risale al 1979, quando viene assunta appena ventunenne come assistente dell'editor Paul Levitz per House of Mystery. Negli anni ottanta, diviene redattore del celebre ciclo di Alan Moore su Swamp Thing e si assume l'onore di cercare nuovi autori britannici (come Moore) capaci di proporre idee alternative nel fumetto a stelle e strisce. Tra questi porta alla DC Grant Morrison, Jamie Delano, Neil Gaiman, Peter Milligan e molti altri, dando il via all'importante fenomeno fumettistico noto come British Invasion.
Karen sostiene di aver avuto piena fiducia e libertà da parte del management della Dark Horse per selezionare le opere, gli scrittori e gli artisti che sappiano, a suo giudizio, distinguersi con idee creative, inusuali e che sappiano parlare ai lettori dei nostri tempi. Come è stato con le pubblicazioni Vertigo, anche i "Berger Books", sono destinati a dei lettori maturi, magari stanchi dei fumetti mainstream dominati dai supereroi del duopolio DC/Marvel.
La prima ondata di titoli è distribuita nella prima metà del 2018 e la prima opera ad essere distribuita è la già citata Hungry Ghost. Si tratta di una miniserie antologica di genere horror che presenta diversi racconti, scritta da Anthony Bourdain e Joel Rose. Gli autori si sono ispirati al "Gioco delle 100 candele" del Periodo Edo giapponese e vede il raduno di un circolo di chief che deve passare una notte raccontandosi storie del terrore in cui rientri il cibo come tema vincolante. La Berger dichiara di aver scelto questo tipo di opera per il debutto del suo imprint, in quanto la riporta al suo primo impiego nel campo dei fumetti, quando nel 1979 venne assunta dalla DC come assistente editor per la serie antologica di genere horror House of Mistery. Gli altri titoli proposti in questa fase di debutto prevedono altre tre serie originali e due graphic novel. Tra queste vi è la miniserie Incognegro: Renaissance di Mat Johnson e Warren Pleece e si tratta di una storia prequel della graphic novel Incognegro pubblicata dalla Vertigo 10 anni prima, quando Karen era editor dell'imprint DC. La scelta di realizzare e distribuire l'opera per "Berger Books" sottolinea l'impegno dell'etichetta nel divulgare fumetti che tocchino temi sociali e storicamente rilevanti. Mat Johnson viene infatti considerato una delle più importanti voci della letteratura afro-americana. La storia di Johnson è ambientata negli anni venti del XX secolo, in un'epoca antecedente le lotte per i diritti sociali delle minoranze, e si basa sull'indagine volta a risolvere il caso di uno scrittore di colore trovato morto ad Harlem. Non mancano temi di genere noir quali un criptico manoscritto, un cinico detective quale Zane Pinchback, e una misteriosa quanto affascinante femme fatale. La ricostruzione storica è al centro della miniserie dedicata alla celebre e sensuale spia Mata Hari, fucilata dai militari francesi nel 1917. Quasi in contemporanea del centenario dall'esecuzione, la scrittrice Emma Beeby (già distintasi sull'iconico personaggio britannico Judge Dredd), attinge a diverse fonti biografiche e ai file declassificati dell'MI5 per cercare di delineare una delle spie più famose della storia.  Questa terza miniserie evidenzia quella che sarà una tendenza dei "Berger Books", ovvero il porre al centro delle storie personaggi femminili dalle svariate sfaccettature e problematiche, la cui personalità sfugge ad ogni stereotipo e il cui carattere è messo alla prova dalle avversità a cui il destino le sottopone. Questo emerge nella visionaria e disturbata Luna di Christopher Cantwell, nella tenace e rediviva Kathy Sartori di Jean Marc DeMatteis, nella versione femminile di Oliver Twist di Darin Strauss (Olivia Twist), nella paladina del futuro Letme Live della pluripremiata Nnedi Okorafor e molti altri personaggi presenti nelle opere edite da Karen Berger. L'imprint non pubblica solo materiale originale, ma si adopera nel riproporre opere del passato di particolare valore artistico/autoriale e acclamate dalla critica. La prima graphic novel "Berger Books" è infatti una riedizione in formato maggiorato e deluxe (con copertina rigida) di The Originals, opera scritta e disegnata da Dave Gibbons, co-creatore di Watchmen. Si tratta dell'unica opera di questo tipo, che vede Gibbons sia ai testi sia ai disegni, ed è ambientata in una città retro-futuristica dominate da gang di bikers amanti delle droghe e della musica. Esaltata dallo stesso Frank Miller e vincitrice dell'Eisner Award nel 2005 come Miglior Graphic Novel, questa nuova edizione presenta 32 pagine di materiale preparatorio mai pubblicate in precedenza, vari extra e annotazioni dell'autore. Viene distribuita il 16 aprile 2018 con il titolo The Originals: The Essential Edition HC. Tra i titoli più acclamati da critica e lettori, in questa prima ondata di pubblicazioni, vi è la miniserie She Could Fly di Christopher Cantwell e Martin Morazzo, che vede protagonista la quindicenne Luna Brewster, teenager con disturbi mentali, ossessionata da una misteriosa donna in possesso di una tecnologia che le permette di volare. L'opera è elogiata da diversi fumettisti tra i quali Garth Ennis e Gerry Duggan, la critica la definisce efficace e onesta nel descrivere malattie mentali, riuscendo a inserire una luce di speranza anche in mezzo al dolore e la sofferenza del vivere. Si tratta della prima opera del "Berger Books", a cui viene dato un seguito con la miniserie She Could Fly: The Lost Pilot e l'interesse suscitato nel mondo dei comic la porta ad essere anche la prima ad essere opzionata per un adattamento televisivo (da AMC). Il successo editoriale di Cantwell gli porta la fiducia della Berger e di Richardson. Gli viene quindi data la possibilità di lanciare una serie regolare, intitolata Everything (nel 2019), per i "Berger Books", mentre il Presidente della Dark Horse sceglie l'autore per il rilancio di uno storico personaggio della casa editrice quale The Mask. Per Everything si opta per un cambiamento di formato, trasformandola in diverse miniserie di 5 albi, la seconda dal titolo Everything II viene distribuita dal 15 aprile 2020. L'opera di Cantwell è stata acclamata dalla critica e il noto blog Io9 l'ha definita uno dei migliori fumetti del 2019, mentre tra gli autori è stata elogiata dal pluripremiato Jeff Lemire che l'ha indicata come: «traboccante di energia e inventiva».

## Opere originali
- Hungry Ghosts nn.1-4, Anthony Bourdain e Joel Rose (testi) - Alberto Ponticelli, Vanessa del Rey, Sebastian Carol, Mateus Santolouco, Leonardo Manco, Paul Pope, Francesco Francavilla, Irene Koh (disegni) - Paul Pope (artista per le copertine), miniserie antologica con artisti differenti ai disegni di ognuna delle short-story del duo Bourdain-Rose[1], 31 gennaio 2018 - 25 aprile 2018.
- Incognegro: Renaissance nn.1-5, Mat Johnson (testi) - Warren Pleece (disegni), miniserie in bianco e nero[5], 7 febbraio 2018 -in corso.
- Mata Hari nn.1-5, Emma Beeby (testi) - Ariela Kristantina (disegni), miniserie, 21 febbraio 2018 -in corso.
- She Could Fly nn.1-4, Christopher Cantwell (testi) - Martin Morazzo (disegni), miniserie(conclusa), 11 luglio 2018 - ottobre 2018. Raccolta in volume nel marzo 2019 con il titolo definitivo She Could Fly: Obsessive Propulsion.
- The Seeds nn.1-4, Ann Nocenti (testi) - David Aja (disegni), miniserie, 1 agosto 2018 -in corso.
- Olivia Twist nn.1-4, Darin Strauss e Adam Dalva (testi) - Emma Vieceli (disegni) - Sana Takeda (l'artista, premiata con l'Eisner Award e Hugo Award per i disegni della serie Monstress della Image Comics, realizza la copertina dell'albo n.4)[12], miniserie, 19 settembre 2018 - 19 dicembre 2018.
- The Alcoholic: Tenth Anniversary Expanded Edition, Jonathan Ames (testi) - Dean Haspiel (disegni), volume brossurato in bianco e nero (riedizione con materiale inedito dell'opera omonima pubblicata dalla Vertigo nel 2009)[2], 12 settembre 2018.
- The Girl in the Bay nn.1-4, Jean Marc DeMatteis (testi) - Corin Howell (disegni), miniserie (conclusa), 6 febbraio 2019 - 1 maggio 2019.
- LaGuardia nn.1-4, Ninedi Okorafor (testi) - Tana Ford (disegni), miniserie(conclusa), 31 ottobre 2018 - 6 marzo 2019.
- Invisible Kingdom nn.1-10, G. Willow Wilson (testi) - Christian Ward (disegni), serie regolare (conclusa), 20 marzo 2019 - febbraio 2020.
- She Could Fly: The Lost Pilot nn.1-5, Christopher Cantwell (testi) - Martin Morazzo (disegni), miniserie(conclusa), sequel di She Could Fly: Obsessive Propulsion, 10 aprile 2019 - 14 agosto 2019.
- Everything nn.1-5, Christopher Cantwell e I.N.J. Culbard (testi) - I.N.J. Culbard (disegni), miniserie (conclusa), annuncia originariamente come serie regolare, 4 settembre 2019 - gennaio 2020.
- Ruby Falls nn.1-4, Ann Nocenti (testi) - Flavia Biondi (disegni), miniserie (conclusa), 2 ottobre 2019 - 1 gennaio 2020.
- Tomorrow nn.1-5, Peter Milligan (testi) - Jesus Hervas (disegni), miniserie (inconclusa, sono stati pubblicati 2 albi dei 5 previsti), 26 febbraio - 25 marzo 2020.
- Everything II nn.1-5, Christopher Cantwell (testi) e I.N.J. Culbard (disegni), miniserie, sequel di Everything, 15 aprile 2020 -in corso.
- Post York, James Romberg (testi, disegni e copertina), TPB realizzato in bianco e nero come volume unico e catalogato da Dark Horse come Graphic Literature, distribuito dal 10 marzo 2021.
- Shifting Earth TPB, Cecil Castellucci (testi) - Flavia Biondi e Fabia Mascolo (disegni), graphic novel, 10 agosto 2022.
- Salamandre TPB, I.N.J. Culbard (testi e disegni), graphic novel, 9 novembre 2022.
- Carmilla: The First Vampire TPB, Amy Chu (testi) - Soo Lee (disegni e copertina), graphic novel ispirata dal romanzo gotico Carmilla (del 1872) di Sheridan Le Fanu, 11 gennaio 2023.

## Riedizioni di opere pubblicate per altri editori/imprint
- The Originals: The Essential Edition HC, Dave Gibbons (testi e disegni), edizione cartonata Deluxe Oversized della graphic novel The Originals pubblicata originariamente da Vertigo nel novembre 2004, include 32 pagine mai pubblicate di sketch, annotazioni e commenti dell'autore. Distribuzione: 16 maggio 2018.
- Enigma: The Definitive Edition HC, Peter Milligan (testi) e Duncan Fegredo (disegno), edizione cartonata della miniserie Enigma pubblicata originariamente dall'imprint Vertigo con cover inedita e oltre 50 pagine di materiale sulla lavorazione dell'opera (sketches preparatori, character design e studi sulla struttura delle tavole). Distribuzione: 22 dicembre 2021.

## Premi e riconoscimenti
- La serie Invisible Kingdom vince l'Will Eisner Comic Industry Award 2020 come "Best New Series" (o miglior serie regolare)[13]. Grazie al suo lavoro sull'opera, Il disegnatore Christian Ward vince l'Eisner Award nella categoria "Best Painter/Digital Artist" (ovvero miglior artista con stile pittorico o in digitale)[13].  L'autrice G. Willow Wilson ottiene inoltre una nomination come "Best Writer" (o miglior scrittore) per il lavoro svolto sia su Invisible Kingdom e sia sulla serie Ms. Marvel della Marvel Comics[13]. In questa categoria la vincitrice risulta però essere la scrittrice canadese Mariko Tamaki[13]. Nel 2020 l'imprint "Berger Books" si aggiudica un ulteriore Eisner Award nella categoria "Best Graphic Album - Reprint" (ovvero la miglior raccolta in volume di materiale già stampato con formato differente)[13]. L'opera in questione è l'edizione in volume de LaGuardia di Nnedi Okorafor e Tana Ford, precedentemente distribuita da Berger Books come limited-series[13]. Tra opere ed autori e artisti l'imprint di Karen Berger si aggiudica 3 Eisner Award nel 2020, il premio più prestigioso e seguito nel campo dei comic statunitensi e non solo[13].
- Hugo Award 2020: oltre ai premi Eisner, nel 2020 la linea Berger Books si aggiudica anche l'Hugo Award nella categoria "Best Graphic Story or Comic"[14]. Il premio viene vinto dalla raccolta in volume LaGuardia, già vincitrice dell'Eisner Award[14]. Le altre opere nominate sono state: Monstress Vol.4: The Chosen (Image Comics), Mooncakes di Suzanne Walker (Oni Press), Paper Girls Vol.6 di Brian K.Vaughan e Cliff Chang (Image Comics), The Wicked+The Divine Vol.9: Okay di Kieron Gillen e Jamie McKelvie (Image Comics), Die Vol.1 di Kieron Gillen e Stephanie Hans (Image Comics)[14]. Nonostante le 4 nomination su 6 ottenute da Image Comics, il prestigioso premio è vento dalla Dark Horse grazie alle scelte editoriali di Karen Berger[14].

## Raccolte originali
- Anthony Bourdain's Hungry Ghosts HC, Anthony Bourdain e Joel Rose (testi) - AA.VV. (disegni), raccolta in volume cartonato di 128 pp. della miniserie in 4 parti Hungry Ghosts, quest'edizione presenta inoltre nuove ricette di Anthony Bourdain e una guida ai leggendari spettri dietro i racconti dell'orrore: Yōkai, Yorei e Obake[2], distribuito il 19 settembre 2018.
- Mata Hari HC, Emma Beeby (testi) - Ariela Kristantina (disegni), raccolta in volume cartonato di 128 pp. della miniserie in 5 parti Mata Hari, quest'edizione presenta materiale addizionale di informazione storica e sketch preparatori della disegnatrice[6], distribuito il 7 novembre 2018.
- She Could Fly: Obsessive Propulsion TP, Christopher Cantwell (testi) - Martin Morazzo (disegni), raccolta in volume brossurato della miniserie in 4 parti She Could Fly, quest'edizione presenta una postfazione dell'autore C.Cantwell, distribuito a marzo 2019.
- Olivia Twist: Honor Among Thieves HC, Darin Strauss e Adam Dalva (testi) - Emma Vieceli (disegni), raccolta in volume cartonato di 128 pp. della miniserie in 4 parti Olivia Twist, distribuito il 24 aprile 2019.
- Girl in the Bay TP, Jean Marc DeMatteis (testi) - Corin Howell (disegni), raccolta in volume brossurato di 112 pp. della miniserie in 4 parti Girl in the Bay, distribuito il 28 agosto 2019.
- Invisible Kingdom Volume 1 TP, G. Willow Wilson (testi) - Christian Ward (disegni), raccolta in volume brossurato di 128 pp. dei primi 5 albi della serie Invisible Kingdom, distribuito il 5 novembre 2019.
- She Could Fly Volume 2: The Lost Pilot TP, Christopher Cantwell (testi) - Martin Morazzo (disegni), raccolta in volume brossurato di 128 pp. della miniserie in 5 parti She Could Fly: The Lost Pilot (sequel di She Could Fly: Obsessive Propulsion), distribuito il 4 dicembre 2019.
- Everything volume 1 TP, Christopher Cantwell (testi) - I.N.J. Culbard (disegni), raccolta in volume brossurato dei primi 5 albi della serie Everything, distribuito il 15 aprile 2020.
- Ruby Falls TP, Ann Nocenti (testi) - Flavia Biondi (disegni), raccolta in volume brossurato di 112 pp. della miniserie in 4 parti Ruby Falls, distribuito il 29 aprile 2020.

## Adattamenti in altri media
- She Could Fly, nel luglio 2019 viene annunciato che la limited-series She Could Fly di Christopher Cantwell e Martin Morazzo è stata opzionata per un adattamento televisivo dal canale a pagamento AMC[9]. Si tratta del primo fumetto del "Berger Books" ad essere ufficialmente opzionato per una trasposizione in film o serie televisiva[9]. Lo scrittore e co-creatore dell'opera ha già avuto esperienze con il canale in quanto è stato il co-creatore, showrunner e produttore esecutivo di Halt and Catch Fire, serie televisiva trasmessa da AMC tra il 2014 e il 2017 per un totale di quattro stagioni[9]. L'adattamento di She Could Fly vede coinvolta la Dark Horse Entertainment[9], fondata nel 1992 come costola della Dark Horse Comics dedita allo sviluppo di progetti cross-mediali sia dei propri fumetti che di opere originali come partner di altre compagnie. Infatti il suo presidente Mike Richardson e la vice presidente Keith Goldberg collaborano direttamente alla produzione e come consulente e supervisore vi è la partecipazione della stessa Karen Berger, editor e fondatore dell'imprint "Berger Books"[9]. Tra i produttori esecutivi sono legati al progetto Mark Johnson e Melissa Bernstein, che possono vantare nei loro curricula la produzione di una serie di culto quale Breaking Bad e lo spin-off di successo Better Call Saul[9]. Da notare che l'attore Aaron Paul, co-protagonista di Breaking Bad nel ruolo di Jesse Pinkman, ha elogiato la serie a fumetti dichiarando <<"She Could Fly" è un capolavoro moderno...di una struggente bellezza e schietta fino al midollo>>[8].